# Luk Thung

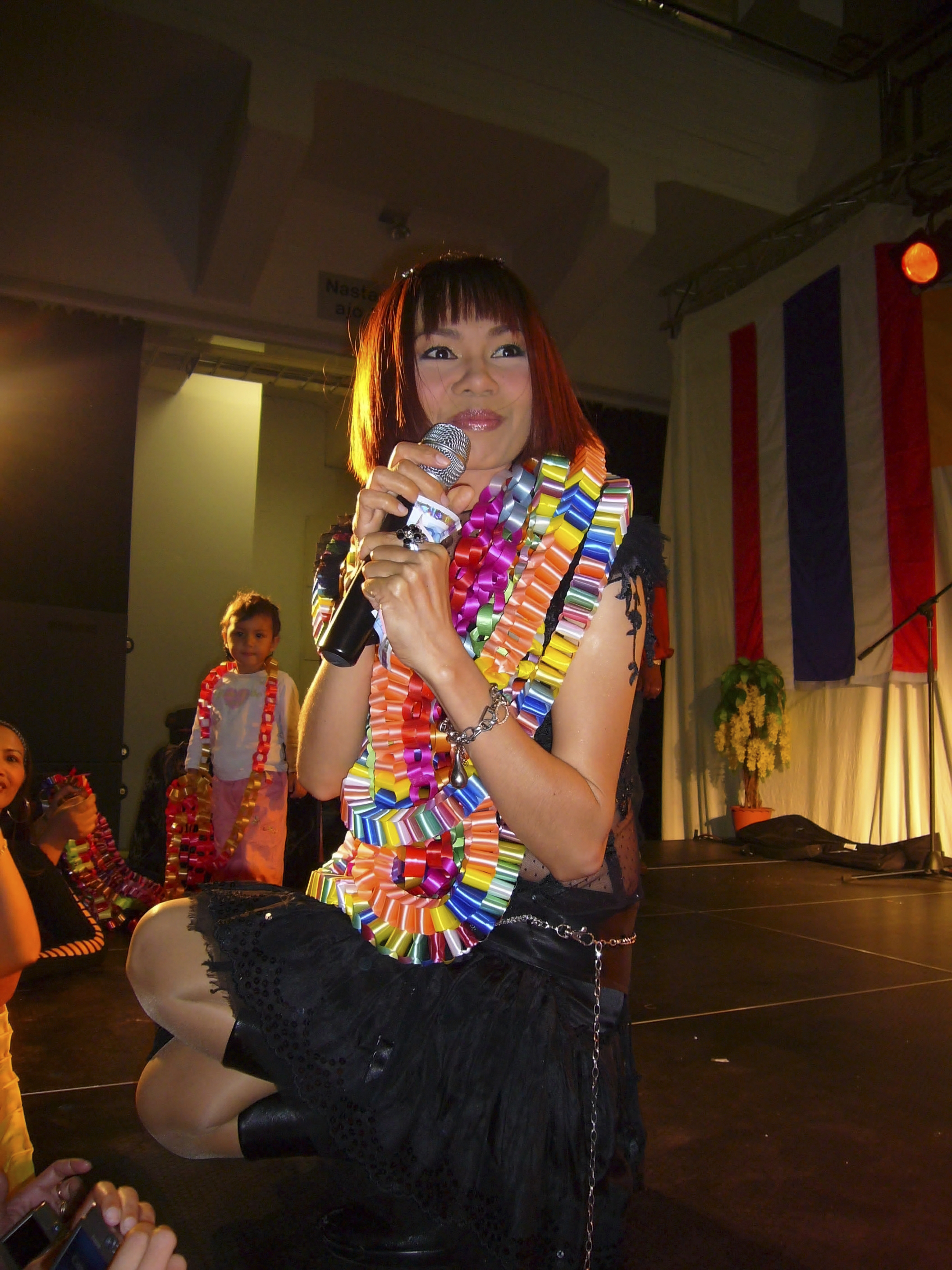
Luk Thung-Sängerin Jintara Poonlarp, 2007

Luk Thung (Thai ลูกทุ่ง, „Kind des Feldes“), auch Lukthung, ist ein beliebter Volksmusikstil in Thailand. Der Ausdruck ist die Kurzform von Pleng Luk Thung (Thai เพลงลูกทุ่ง, wörtlich „Lied des Kindes des Feldes“).

## Anfänge und Entwicklung
Der Musikstil entwickelte sich in den 1930er Jahren und verbreitete sich schnell, vor allem durch die Übertragung im Rundfunk. Die Texte handeln von den Problemen der einfachen Landbevölkerung. Ende der 1960er Jahre war Pleng Luk Thung der am meisten im Rundfunk gespielte Musikstil. Ab den 1970er Jahren wurden zunehmend Fernsehsendungen mit Luk Thung ausgestrahlt und die ersten Kassetten aufgenommen und veröffentlicht.
Um ein bekannter Luk Thung-Sänger zu werden, war es unerlässlich, dass er aus einer ländlichen Gegend stammte. Sayan Sanya, einer der damals bekanntesten Luk Thung-Sänger, war ein Reisbauer aus Suphanburi. Suraphol Sombatcharoen, Ploen Phromdaen, Chai Muangsing und Phaibun Butkhan stammten aus ähnlichen Verhältnissen mit ähnlichen Hintergrundgeschichten. Viele der beliebtesten Luk Thung-Stars stammten aus Suphanburi, darunter auch die erfolgreiche Sängerin Pumpuang Duangjan, die Tochter eines ländlichen Lohnarbeiters; sie passte den Stil an die Thai-Popmusik an. Diese tanzbare Form wird auch Electronic Luk Thung genannt. Als Pompuang 1992 starb, fürchteten viele, Luk Thung würde mit ihr sterben. Der Stil überlebte und mit der Gründung einer Luk Thung-Radiostation 1997 gewann der Stil wieder an Beliebtheit.
Seit den 1990ern gibt es viele Verbindungen zwischen Luk thung, Thai-Popmusik und Mor Lam. Seither werden auch Liebeslieder mit weicher Stimme als Luk Thung vorgetragen. Ein junger Sänger, der 2009 mit einem Hit berühmt wurde, ist Phai Phongsathon.
Durch den Einfluss des Mor Lam-Stils entstand die neue Richtung Luk Thung Isaan, die auch Luk Thung Prayuk genannt wird. Dieser Stil beinhaltet die schnelleren Rhythmen des Mor Lam-Stils. Ein Megastar dieser Richtung ist Jintara Poonlarp.

## Weitere Luk Thung-Sänger

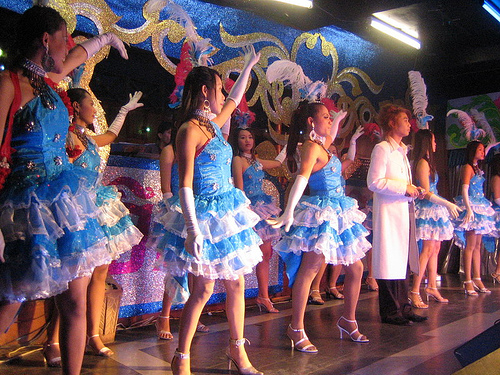
Tänzerinnen, die ein Luk Thung-Konzert begleiten

- Duangta Kongthong
- Buppha Saichon
- Mike Phiromphon
- Ponchai Soipet
- Samai Onwong
- Sunaree Ratchasima
- Monkaen Kaenkoon
- Tai Orathai
- Dao Bandon